# Paolo Rocca

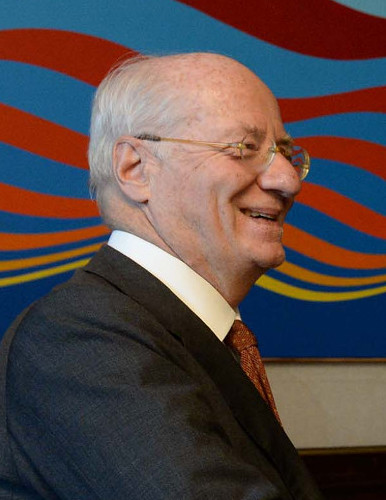
Paolo Rocca (2017)

Paolo Rocca (* 14. Oktober 1952 in Mailand) ist ein argentinisch-italienischer Manager.

## Leben
Sein Vater war der italienische Unternehmer Roberto Rocca, der mit seinen drei Kindern in Argentinien lebte. Der älteste Bruder Agostino starb bei einem Flugzeugunglück. Gemeinsam mit seinem Bruder Gianfelice Rocca (* 1948) hält er Unternehmensanteile am argentinisch-italienischen Bau- und Stahlunternehmen Techint.  Rocca studierte Politikwissenschaften an der Universität Mailand. Das italienische Unternehmens Techint wird von ihm geleitet. Im Oktober 2009 wurde er zum Präsidenten der Organisation World Steel Association gewählt. Nach Angaben des US-amerikanischen Forbes Magazine gehört Rocca gemeinsam mit seinem Bruder Gianfelice zu den reichsten Italienern und ist in The World’s Billionaires gelistet. Paolo Rocca lebt mit seiner Familie in Argentinien.